# Milicia de María Gloriosa
La Orden de la Milicia de María Gloriosa (en italiano: Frati della Beata Gloriosa Vergine Maria, en latín: Ordo Militiae Mariae Gloriosae), también llamada Orden de Santa María de la Torre u Orden de los Caballeros de la Madre de Dios, comúnmente los Caballeros de Santa María, fue una orden militar fundada en 1261. La orden recibió su regla del papa Urbano IV, quien establece expresamente el propósito de la organización y los derechos y obligaciones de sus miembros:

[Los miembros de la orden] podrán portar armas para la defensa de la fe católica y la libertad eclesiástica, cuando así lo exija específicamente la Iglesia católica. Para sofocar discordias civiles, solo podrán portar armas defensivas, siempre que cuenten con el permiso del diocesano.

El gobierno de la orden se basaba en el de los Agustinos, pero permitía a sus miembros casarse y evitar la pobreza comunal, siguiendo el precedente de la Orden de Santiago y la Milicia de Jesucristo. Su principal tarea parece haber sido la pacificación de las ciudades lombardas, asoladas por las luchas entre facciones. Sin embargo, su éxito fue escaso, en parte debido a su alianza política con la Iglesia. La posición única de la orden y la naturaleza de su gobierno han llevado a que los historiadores le nieguen su estatus pleno, llegando a considerarla en ocasiones una mera cofradía. La orden admitía a una mujer como militissa (caballera).
La orden tuvo cierto éxito tendiendo puentes entre güelfos y gibelinos. Dos miembros fundadores, Loderingo degli Andalò, gibelino de Bolonia, y Catalano di Guido, de la familia Catalani de güelfos, recibieron el gobierno de Bolonia en 1265 durante un período de conflicto civil entre ambas facciones. Aunque no tuvieron mucho éxito allí, los dos caballeros fueron nombrados por el papa Clemente IV al año siguiente (1266) para gobernar Florencia tras la batalla de Benevento. Sin embargo, se ganaron el oprobio de los florentinos, y Dante Alighieri, en su famoso Infierno, los colocó en el octavo círculo del infierno con los hipócritas, donde cantan:
| Frati godenti fummo, e bolognesi; io Catalano e questi Loderingo nomati, e da tua terra insieme presi | Éramos frailes alegres y boloñeses; Yo Catalano, y él Loderingo Nombrados y juntos tomados por tu ciudad... |

La orden se ganó la reputación de ser negligente con sus votos y se les conocía como fratres gaudentes (latín) o frati (cavalieri) gaudenti (italiano): hermanos (hermanos, frailes) alegres. No todos los miembros posteriores de la orden eran corruptos —Enrico degli Scrovegni patrocinaba la Capilla de los Scrovegni—, pero la orden fue finalmente suprimida por el papa Sixto V en 1558.